# 하타노정
하타노정(畑野町)은 니가타현 사도군에 설치되었던 정이다. 사도 중앙의 구니나카 평야에서 사도해협에 접한 해안부에 걸쳐 있었다.2004년 사도 섬 전역이 합병해 사도 시가 발족해 하타노 정은 폐지되었다.

## 역사
- 1889년 4월 1일 - 정촌제 시행으로 사와군 오구라촌, 구리노에촌, 산구촌, 구니나카촌, 마쓰가사키촌이 성립하였다.
- 1901년 11월 1일 - 오구라촌, 구리노에촌, 산구촌, 구니나카이 합병해 하타노촌이 되었다.
- 1960년 11월 3일 - 정으로 승격해 하타노정이 되었다.
- 2004년 3월 1일 - 료쓰시, 사와타정, 아이카와정, 니보촌, 가나이정, 마노정, 오기정, 하모치정, 아카도마리촌과 합병해 사도시가 되었다.

## 경제
- 2000년 농업 취업 인구율은 32.3%이지만, 총 인구 중 농가 인구는 55.3%였다.작부와 생산액의 대부분은 물벼가 차지하고, 이외에 채소, 과수 등이 만들어졌다.
- 2004년에는 332m 해저에서 파이프라인을 통해 해양심층수를 퍼올릴 계획이며 부설과 취수까지 공사가 진행되고 있었다.하루 1200톤의 물을 받아 양식 등 수산목적, 식품·화장품 등을 이용할 예정이었다.